# سفر مرگ
سفر مرگ فیلمی به کارگردانی حسن آقاکریمی و نویسندگی غلامرضا رمضانی ساختهٔ سال ۱۳۸۷ است.

## خلاصه
سیف‌الله و دامادش مرتضی به علت حادثه ای که برای یکی از اقوام‌شان رخ داده است نیمه شب مجبور به عزیمت به سمت روستای‌شان می‌شود و برای رفتن به مقصد، با راننده‌ای به نام فریدون همراه می‌شود...

## بازیگران
- مهران رجبی
- آتیلا پسیانی
- محمود پاک‌نیت
- مهرداد صدیقیان
- پرویز پورحسینی
- مهرداد فلاحتگر
- سیامک قاسمی
- حشمت اله آرمیده
- وحید ملکی
- محمود صحرایی
- محمدحسین زوارکعبه
- آرزو نیک پور
- کیانوش گرامی